# Svenska serien (fotboll)
Svenska serien var en fotbollsserie i Sverige, som var föregångare till Allsvenskan. Svenska serien spelades 1910-1924 (med undantag för säsongerna 1917/1918, 1918/1919, 1919/1920 och 1921/1922). Den hade ingen svensk mästerskapsstatus och omfattade heller inte hela Sverige, då inga klubbar från Gotland och Norrland tilläts delta. Samtliga säsonger av Svenska serien vanns av klubbar från Göteborg.

## Segrare i Svenska serien
- 1910 (vår/höst): Örgryte IS
- 1911/1912 (höst/vår): Örgryte IS
- 1912/1913 (höst/vår): IFK Göteborg
- 1913/1914 (höst/vår): IFK Göteborg
- 1914/1915 (höst/vår): IFK Göteborg
- 1915/1916 (höst/vår): IFK Göteborg
- 1916/1917 (höst/vår): IFK Göteborg
- 1917/1918 spelades ej
- 1918/1919 spelades ej
- 1919/1920 spelades ej
- 1920/1921 (vår/höst/vår): Örgryte IS
- 1921/1922 spelades ej
- 1922/1923 (vår/höst/vår):
  - Östra serien: AIK
  - Västra serien: GAIS
- 1923/1924 (höst/vår):
  - Östra serien: AIK
  - Västra serien: Örgryte IS

De två sista säsongerna var serien uppdelad i Östra serien respektive Västra serien. Seriesegrarna möttes i en final som spelades i dubbelmöten hemma och borta.

### Finalmatcher 1922/1923 och 1923/1924
- 1922/1923:
  - GAIS–AIK 3–1
  - AIK–GAIS 0–2
- 1923/1924:
  - AIK–Örgryte IS 0–1
  - Örgryte IS–AIK 1–0

## Antal titlar
| Titlar | Klubb        |
| ------ | ------------ |
| 5      | IFK Göteborg |
| 4      | Örgryte IS   |
| 1      | GAIS         |

## Maratontabell
| Nr | Lag                    | S   | V  | O  | F  | GM  | IM  | MS   | P   |
| -- | ---------------------- | --- | -- | -- | -- | --- | --- | ---- | --- |
| 1  | IFK Göteborg           | 100 | 60 | 16 | 24 | 261 | 127 | +134 | 136 |
| 2  | Örgryte IS             | 100 | 60 | 15 | 25 | 262 | 123 | +139 | 135 |
| 3  | AIK                    | 100 | 52 | 13 | 35 | 257 | 207 | +50  | 117 |
| 4  | Djurgårdens IF         | 86  | 27 | 16 | 43 | 136 | 178 | −42  | 70  |
| 5  | IFK Norrköping         | 100 | 22 | 16 | 62 | 139 | 285 | −146 | 60  |
| 6  | GAIS                   | 48  | 24 | 8  | 16 | 105 | 76  | +29  | 56  |
| 7  | Hälsingborgs IF        | 48  | 21 | 11 | 16 | 80  | 70  | +10  | 53  |
| 8  | Hammarby IF            | 38  | 16 | 8  | 14 | 67  | 63  | +4   | 40  |
| 9  | IFK Eskilstuna         | 52  | 16 | 7  | 29 | 95  | 148 | −53  | 39  |
| 10 | IFK Malmö              | 38  | 16 | 2  | 20 | 61  | 94  | −33  | 34  |
| 11 | IK Sleipner            | 20  | 10 | 1  | 9  | 30  | 38  | −8   | 21  |
| 12 | Göteborgs FF           | 14  | 5  | 3  | 6  | 24  | 24  | 0    | 13  |
| 13 | Vikingarnas FK         | 14  | 4  | 3  | 7  | 28  | 38  | −10  | 11  |
| 14 | IFK Uppsala            | 20  | 4  | 3  | 13 | 36  | 51  | −15  | 11  |
| 15 | Västmanland-Nerikes BK | 14  | 3  | 3  | 8  | 25  | 50  | −25  | 9   |